# David Ellefson
David Ellefson (született David Warren Ellefson) (Jackson, Minnesota, 1964. november 12. –) amerikai basszusgitáros, a Megadeth nevű amerikai thrash metal együttes alapító tagja.

## A Megadethben
1983-ban az énekes Dave Mustaine-nel alapította a Megadetht. Sokszor volt konfliktusuk, és Mustaine egy nézeteltérést követően a Megadeth-felvételeket az ő engedélye nélkül eladta. Közel 20 év közös zenélés után Mustaine kézproblémái miatt a zenekar 2002-ben feloszlott. 2004-ben a Megadeth újraalakult, de Ellefson nem csatlakozott a csapathoz, csak hat évvel később. 2010. február 9-én a honlapján közzétette, hogy visszatér az együttesbe.

## További zenekarai
Rövid ideig a Soulflyban zenélt, majd a Megadeth korábbi dobosával, Jimmy DeGrassóval 2003-ban megalapította az F5 zenekart.
2010 januárjában a Manowar korábbi dobosával Rhinóval, (Kenny Earl Edwards) alapított Angels of Babylon nevű zenekarral kiadták a Kingdom of Evil című lemezt.

## Egyéb tevékenységei
1995-ben az amerikai Bass Player magazin felkérte Ellefsont, hogy szerzőként rendszeresen publikáljon a lapban. 1997-ben könyve jelent meg Making Music Your Business: A Guide for Young Musicians címmel, amelyben a zeneiparban szerzett évtizedes tapasztalatait osztja meg az olvasókkal.

## Diszkográfia

### Megadeth
Stúdióalbumok
- Killing Is My Business… and Business Is Good! (1985)
- Peace Sells… but Who’s Buying? (1986)
- So Far, So Good… So What! (1988)
- Rust in Peace (1990)
- Countdown to Extinction (1992)
- Youthanasia (1994)
- Cryptic Writings (1997)
- Risk (1999)
- The World Needs a Hero (2001)
- Th1rt3en (2011)
- Super Collider (2013)
- Dystopia (2016)

Koncertalbumok
- The Big 4 – Live from Sofia, Bulgaria (2010)

### Más együttesekkel
- Soulfly – Prophecy (2004)
- F5 – A Drug For All Seasons (2005)
- Avian – From The Depths of Time (2005)
- Temple of Brutality – Lethal Agenda (2006)
- Necro – Death Rap (2007)
- Killing Machine – Metalmorphosis (2006)
- F5 – The Reckoning (2008)
- Tim "Ripper" Owens – Play My Game (2009)
- Angels of Babylon – Kingdom of Evil (2010)